# Expedition 52
Expedition 52 è stata la 52ª e attuale missione di lunga durata verso la Stazione spaziale internazionale.
L'Expedition 52 ha avuto inizio ufficialmente il 2 giugno 2017, quando il cosmonauta russo Oleg Novickij e l'astronauta francese Thomas Pesquet si sono staccati dalla Stazione a bordo della Sojuz MS-03 per tornare sulla Terra. Data la decisione di Roscosmos di ridurre i propri cosmonauti presenti sulla Stazione, a bordo della Sojuz MS-04 al momento del lancio erano presenti solo due membri dell'equipaggio, questo ha permesso alla NASA di prolungare di tre mesi la permanenza dell'astronauta NASA Peggy Whitson a bordo della ISS per poi atterrare a settembre con i colleghi Fëdor Jurčichin e Jack Fischer. Il lancio della Sojuz MS-05 con i restanti membri dell'Expedition è previsto per il 28 luglio 2017, otto settimane dalla fine dell'Expedition 51. 

## Equipaggio
| Ruolo               | Giugno 2017                            | Luglio – Settembre 2017                   |
| ------------------- | -------------------------------------- | ----------------------------------------- |
| Comandante          | Fëdor Jurčichin, Roscosmos Quinto volo | Fëdor Jurčichin, Roscosmos Quinto volo    |
| Ingegnere di volo 1 | Jack Fischer, NASA Primo volo          | Jack Fischer, NASA Primo volo             |
| Ingegnere di volo 2 | Peggy Whitson, NASA Terzo volo         | Peggy Whitson, NASA Terzo volo            |
| Ingegnere di volo 3 |                                        | Sergej Rjazanskij, Roscosmos Secondo volo |
| Ingegnere di volo 4 |                                        | Randolph Bresnik, NASA Secondo volo       |
| Ingegnere di volo 5 |                                        | Paolo Nespoli, ESA Terzo volo             |